# Джойнсон-Хикс, Ланселот, 3-й виконт Брентфорд
Ланселот Уильям Джойнсон-Хикс, 3-й виконт Брентфорд (англ. Lancelot William Joynson-Hicks, 3rd Viscount Brentford: 10 апреля 1902 — 25 февраля 1983) — британский консервативный политик и адвокат. Он был известен как сэр Ланселот Джойнсон-Хикс, 1-й баронет, с 1956 по 1958 год.

## Происхождение и образование
Родился 10 апреля 1902 года в Марилебоне, Лондон. Второй сын бывшего министра внутренних дел Уильяма Джойнсона-Хикса, 1-го виконта Брентфорда (1865—1932), и Грейс Линн Джойнсон (? — 1952). Он получил образование в школе Сандройд, затем в Винчестерском колледже и в Тринити-колледже в Оксфорде.
Политическая карьера
Позже Джойнсон-Хикс стал адвокатом и фермером. Во время Второй мировой войны он служил лейтенантом-коммандером в Добровольческом резерве Королевского флота.
Ланселот Джойнсон-Хикс заседал в Палате общин от Чичестера (1942—1958). Он занимал пост парламентского секретаря Министерства топлива и энергетики в правительстве Уинстона Черчиля в 1951—1955 годах.
21 января 1956 года для него был создан титул баронета Джойнсона-Хикса из Ньюика в графстве Сассекс. 27 июня 1958 года после смерти своего старшего брата, Ричарда Джойнсона-Хикса, 2-го виконта Брентфорда (1896—1958), Ланселот унаследовал титулы 3-го виконта Брентфорда из Ньюика в графстве Сассекс и 3-го баронета Джойнсона-Хикса, став членом Палаты лордов Великобритании.
Лорд Брентфорд также был председателем Автомобильной ассоциации и служил членом Палаты мирян в Национальной ассамблее Церкви Англии. Он продолжал работать адвокатом в последние годы своей жизни, хотя его работа оказалась под пристальным вниманием в 1970-х годах, когда он и Реджинальд Модлинг были связаны с крахом Фонда недвижимости Америки.

## Семья
15 июля 1931 года лорд Брентфорд женился на Филлис Олфри (? — 1979), дочери майора Герберта Сирила Олфри. У супругов родился один сын:
- Криспин Уильям Джойнсон-Хикс, 4-й виконт Брентфорд (род. 17 апреля 1933), преемник отца.

Виконт Брентфорд скончался в районе Льюис Восточного Суссекса 20 февраля 1983 года в возрасте 80 лет, и его титулы унаследовал его единственный ребенок Криспин.